# Schefflera merrittii
Schefflera merrittii är en araliaväxtart som beskrevs av David Gamman Frodin. Schefflera merrittii ingår i släktet Schefflera och familjen araliaväxter. Inga underarter finns listade.